# Scott Sumner
Scott B. Sumner es un economista estadounidense. Es Research Fellow del Independent Institute, Director del Programa sobre Política Monetaria del Mercatus Center de la George Mason University y profesor de economía de la Universidad de Bentley en Waltham en Massachusetts. Su blog de economía, The Money Illusion, popularizó la idea de que la Reserva Federal estadounidense utilice el PIB nominal como objetivo de crecimiento - el crecimiento del PIB real más la tasa de inflación - para poder "inducir el nivel correcto de inversión" de mejor manera. En mayo de 2012, el presidente de la Fed de Chicago, Charles L. Evans, se convirtió en el primer miembro del Federal Open Market Committee (FOMC) en apoyar la idea.
Luego de que Ben Bernanke anunciara una nueva ronda de expansión cuantitativa el 13 de septiembre de 2012 , la cual de manera abierta comprometió a la FOMC a la compra de valores respaldados con hipotecas por un valor de $40 mil millones cada mes hasta que el "mercado laboral se reponga de manera sustancial", algunos medios comenzaron a llamarlo el "bloguero que salvó la economía", por popularizar el concepto de utilizar el ingreso nominal como objetivo de crecimiento.

## Trayectoria académica
Sumner obtuvo su doctorado en economía de la Universidad de Chicago en 1985. Su tesis publicada se enfocó en mercados de predicción y política monetaria. Con la llegada de la Crisis financiera de 2008, Sumner comenzó a escribir un blog en el cual criticó fuertemente la idea de que la economía de los Estados Unidos estaba estancada en una trampa de liquidez. Sumner propone que los bancos centrales como la Reserva Federal creen mercados de futuros para el nivel nominal del producto interno bruto (PIB nominal, también conocido como ingreso nominal), y ajusten la política monetaria para alcanzar un cierto ingreso nominal basándose en la información del mercado. Las autoridades monetarias por lo general escogen otras medidas como objetivo, tales como la inflación, desempleo, la oferta de dinero o una combinación de estos, y se basan en información de los mercados financieros, índices de desempleo o inflación, etc. para formular la política monetaria. Una escuela de economía conocida como monetarismo de mercado se ha formado alrededor de la visión de Sumner; el editor financiero de The Daily Telegraph, Ambrose Evans-Pritchard se ha referido a Sumner como la referencia del monetarismo de mercado.
En 2012, el Chronicle of Higher Education se refirió a Sumner como uno de los blogueros de economía "más influyentes", junto con Greg Mankiw de la Universidad de Harvard y Paul Krugman de Princeton. En 2012, Foreign Policy ubicó a Sumner junto con el presidente de la Reserva Federal Ben Bernanke en el puesto número 15 de su lista de los 100 intelectuales más importantes del mundo. El 31 de diciembre de 2013, se anunció que Sumner se uniría a EconLog como bloguero invitado a partir de enero de 2014.

## PIB Nominal como objetivo
Sumner afirma que la inflación es "medida de manera equivocada y no discrimina entre shocks de la oferta o la demanda" y que la "inflación a menudo cambia con un retraso... pero el PIB nominal cae muy , muy rápidamente, ofreciendo así una señal más oportuna de que es necesario un estímulo". Argumentó que la política monetaria puede compensar políticas de austeridad fiscal como las llevadas a cabo por el gobierno británico cuando se desató la crisis económica de 2007.
En abril de 2011, el Banco Central de Nueva Zelanda respondió a la crítica de Sumner sobre la utilización de la inflación como objetivo, sosteniendo que el utilizar el PIB como objetivo sería algo muy complicado del punto de vista técnico, y haría de la política monetaria algo difícil de comunicar. Para noviembre de 2011, sin embargo, los economistas de Goldman Sachs estaban proponiendo que la Reserva Federal adopte un objetivo de consumo nominal.
Sumner ha argumentado que no es posible medir el impacto de la política fiscal sin primero considerar como la política monetaria puede afectar los resultados; un estímulo fiscal puede que no sea efectivo si la política monetaria es ajustada como respuesta. Los periodistas económicos se han referido a esta aseveración como la Crítica de Sumner, algo similar a la Crítica de Lucas. Al resumir esta posición, The Economist sugirió lo siguiente:

...es casi seguro que la economía no crecerá al 5,3%, sin importar lo que haga el congreso. Los argumentos en favor de lo contrario han sido el objeto de lo que blogueros de economía han denominado la Crítica de Sumner, nombre del economista y bloguero Scott Sumner. Con esta crítica, es razonable asumir que la Reserva Federal tiene en mente un plan general para el desempleo y la inflación y reaccionará para corregir cualquier desviación significativa de ese plan. Una tasa de crecimiento del 5,3% está muy alejada del actual rango de predicción de la Fed. Un crecimiento así de rápido sin lugar a dudas reducirá el desempleo rápidamente, provocando nerviosismo en la Fed sobre inflación en el futuro y haciendo que tome medidas para endurecer su política monetaria.

## Vida privada
Sumner es conocido en el departamento de economía de Bentley como "tecnófobo" (y que compró su primer celular en 2011), y aparentemente "sorprendió" y causó "gracia" cuando informó a sus colegas que estaba comenzando a escribir un blog.
Sumner está casado y vive en Newton, Massachusetts.